# Académie ionienne
L’Académie ionienne (en grec moderne : Ιόνιος Ακαδημία) fut la première institution académique de la Grèce moderne. Elle est située à Corfou. Elle est considérée comme précurseur de l'université ionienne.

## Histoire de l'institution

### Institutions vénitiennes et françaises antérieures
Durant l'occupation vénitienne, une première institution académique exista à Corfou entre 1695 et 1716. Un deuxième établissement fonctionna quasi concomitamment, de même qu'un troisième fondé en 1732.
En 1797, l'annexion des îles Ioniennes par Napoléon Bonaparte, consécutive à la signature du traité de Campo-Formio, donna naissance au département de Corcyre. Les Français développèrent à Corfou une bibliothèque de près de 4 000 volumes, une maison d'édition ainsi qu'un système de bourse pour les étudiants désirant étudier en France. La présence française fut néanmoins de courte durée puisque les assaillants russes et ottomans s'emparèrent de la ville à la suite du siège de Corfou en 1799. Une société politique et littéraire prenant pour modèle la Révolution française fut par ailleurs créée en 1802.
En 1808, un an après les traités de Tilsit qui cédèrent la République des Sept-Îles à la France, l'administration du Premier Empire impulsa la création d'une association de lettrés sous le nom d'« Académie ionienne »,. Le mathématicien, homme politique, ingénieur et économiste Charles Dupin rédigea les statuts fondateurs de l'institution et en devint le secrétaire pour la langue française. Promoteur de la langue grecque, il y prononça des discours remarqués sur l'instruction publique et sur la rénovation du peuple grec. L'établissement dispensait des cours couvrant des champs des sciences et de l'éthique, comme l'économie politique, la physiologie, la botanique et le droit.

### La première université de la Grèce moderne
Sous la République des îles Ioniennes, en 1824, le Britannique Frederick North fit renaître l'Académie ionienne en tant que première université de la Grèce moderne. Le siège de l'institution, initialement défini sur l'île d'Ithaque, fut finalement fixé à Corfou, moins inquiétée par les conflits de la guerre d'indépendance. Konstantínos Asópios (en) fut nommé professeur de grec, un poste qu'il occupera jusqu'en 1843, tandis que Chrístoforos Filitás (el) y fut le premier professeur de latin et Nikólaos Píkkolos le premier professeur de philosophie,. Initialement, l'établissement compta une faculté de droit, de théologie, de médecine et de philosophie. L'enseignement de ces disciplines ne fut toutefois pas continu et plus tard, des cours de pharmacie, d'obstétrique, ainsi qu'une école polytechnique furent ajoutés à l'offre universitaire,. En 1858, l'Académie ionienne comprenait aussi une faculté d'arts.
Parmi les autres membres notables figurent Andréas Kálvos, qui enseigna les mathématiques et fut recteur de l'institution, Ottaviano-Fabrizio Mossotti (en), Theóklitos Farmakídis (en), Pétros Vráilas Arménis (en), Neófytos Vámvas (en) et Charálambos Pretendéris Typáldos (el). En 1823, Gian Domenico Romagnosi fut également invité à Corfou par le comte de Guilford, au nom du gouvernement britannique, mais il ne put s'y rendre en raison du refus des autorités autrichiennes. Entre 1847 et 1851, George Bowen fut le recteur de l'établissement.
L'Académie ionienne fut pendant quarante ans la figure de proue du développement intellectuel de la Grèce moderne, jusqu'au rattachement des îles Ioniennes à la Grèce en 1864. Certains des professeurs poursuivirent leur carrière à l'université capodistrienne d'Athènes, nouveau fer de lance de l'enseignement supérieur dans le pays. L'université ionienne, créée en 1984, se veut l'héritière de l'Académie ionienne.

## Histoire du bâtiment
Le bâtiment historique de l'ancienne Académie ionienne est situé à la pointe sud de l'esplanade de Corfou. Construit vers le milieu de la domination vénitienne, le lieu est à l'origine un édifice militaire connu sous le nom de « caserne Grimani »,. L'Académie s'y installa entre 1840 et 1841.
Après la fermeture de l'établissement en 1864, le lieu servit brièvement de tribunal puis de bibliothèque municipale. Il fut presque entièrement détruit pendant la Seconde Guerre mondiale par des bombardements de la Luftwaffe le 14 septembre 1943. L'édifice fut reconstruit en 1994 et abrite aujourd'hui le rectorat de l'université ionienne.